# スカイタワー
スカイタワー（英語: Sky Tower、マオリ語: Te Pourewa Teitei）は、ニュージーランドのオークランドのヴィクトリア・ストリート・ウェスト沿いに建つ、高さ328メートルのタワーである。
タワーとしては、南半球で最も高い。また、オークランドの観光名所のひとつである。

## 各高さの案内

### 328m
- 先端

### 270m
- バディーゴ展望台
- バディーゴ・クライムの終点

### 220m
- スカイデッキ - 追加料金3$を払うことで入場できる。

### 194m
- オブザーバトリー・シーフード・レストラン - シーフード料理をバイキング形式で楽しめる。

### 190m
- オービット回転レストラン - ニュージーランド料理をアラカルトメニューで楽しめる。

### 186m
- メイン展望台

### 182m
- スカイラウンジ・カフェ - 通常のスカイタワー入場料で利用でき、ソフトドリンクや軽食を買うことができる。

### 地上階
- ギフトショップ

## アトラクションなど

### スカイジャンプ（SKY JUMP）
192mの高さから時速約85kmで約14秒落下し、着陸直前の数メートル前で速度を落とし着陸するアトラクション。バンジージャンプとは違い、上下さかさまに吊り上げられたり跳ね上がったりすることはない。

### バーティゴ（VERTIGO CLIMB）
スカイタワー尖塔内部を約300mの高さまで、約15分間はしごを上るツアー。適度なフィットネスレベルの人なら誰でも参加可。

## スカイタワーに関する数字
- スカイタワーには毎年75万人以上の訪問者がある。
- スカイタワーの建設には15,000m3の高強度および高性能コンクリートが使用された。直径12mの鉄筋コンクリート軸が主要構造である。
- 2,000tの鉄筋が使用されている。
- メイン展望台までの階段の段数は1,029段ある。普通のペースで上ると24分かかる。最高記録は2002年スカイタワー・バーティカル・チャレンジの時に記録された5分7秒。
- 全面3.8mmのガラス張りになっているため、下の写真のような360度全方位のオークランドの眺望が見られる。

- スカイタワーは最大風速200km/時の風に耐えられるよう設計されている。
- 3基のガラス張りの床のエレベーターで、15分毎に約225名をメイン展望台まで運ぶことができる。18km/時で運行し、到着までは約40秒。